# Klovborg Kino
Klovborg Kino er beliggende på Storegade 56 i Klovborg, biografen åbnede 31. januar 1997.
Trods svære tider for drift af biografer i Midtjylland, byggede et ægtepar, Steen og Tineke Rasmussen en biograf i Klovborg. Alle de omkringliggende biografer var på dette tidspunkt forsvundet både i Nørre Snede, Tørring og Brædstrup. Selv Brande og Give er blev biografløse i 1988.
Klovborg Kino har 3 sale med hhv. 176, 114 og 100 sofalænestole. Den Blå Sal har også teaterscene.
Efter første år med succes med billetsalget, der er dobbelt i forhold til forventning, udvides der med sal 2 i august 1999 – naboejendommen købes og rives ned og der indrettes ekstra parkeringspladser. I juni 2002 udvides med den grønne sal med 100 ekstra brede stolesæder.